# Южный переулок
Ю́жный переу́лок — улица в Томске. Пролегает от Учебной улицы на севере до берега Томи в Лагерном саду на юге.

## История
Название связано с географическим положением переулка в южной части Томска — Речном посёлке. Назван 14 января 1965 года. В 1973 году при строительстве Коммунального моста оказался разрезан углублённой частью улицы Нахимова на две не связанные проездом части.
Проходящий по склону городской территории к реке Томь, переулок сильно искривлён, имеет два ответвления. Хаотично застроен частными деревянными домами. Несмотря на небольшую длину (около 700 м), дома на Южном переулке имеют нумерацию до № 131 (многие из нумерованных домов давно снесены), при этом номера свыше 100 отданы южной части переулка, находящейся в Лагерном саду.

## Достопримечательности
Дом 29 — Театр живых кукол «Два плюс Ку».

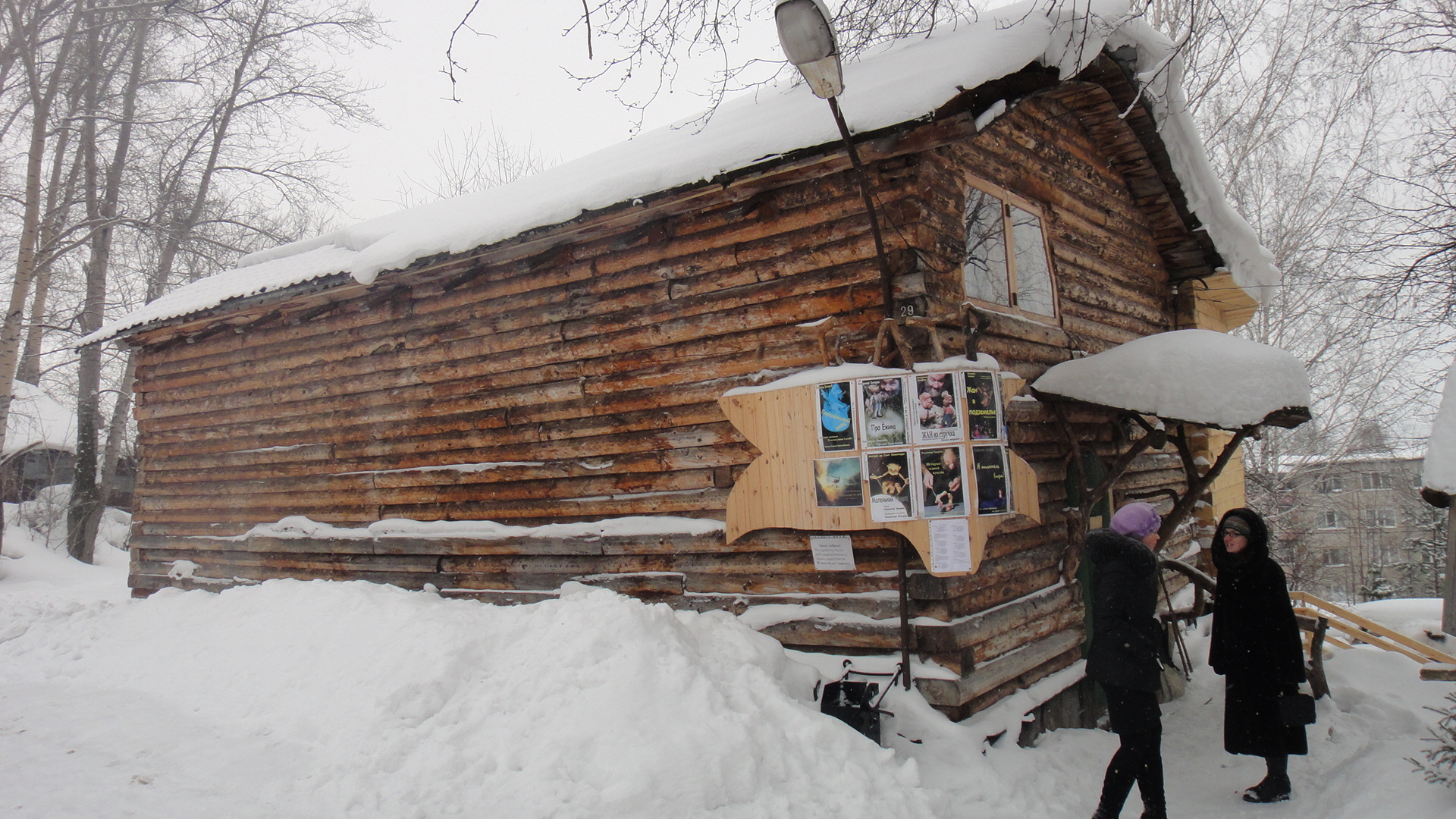
Здание театра живых кукол «Два плюс Ку».
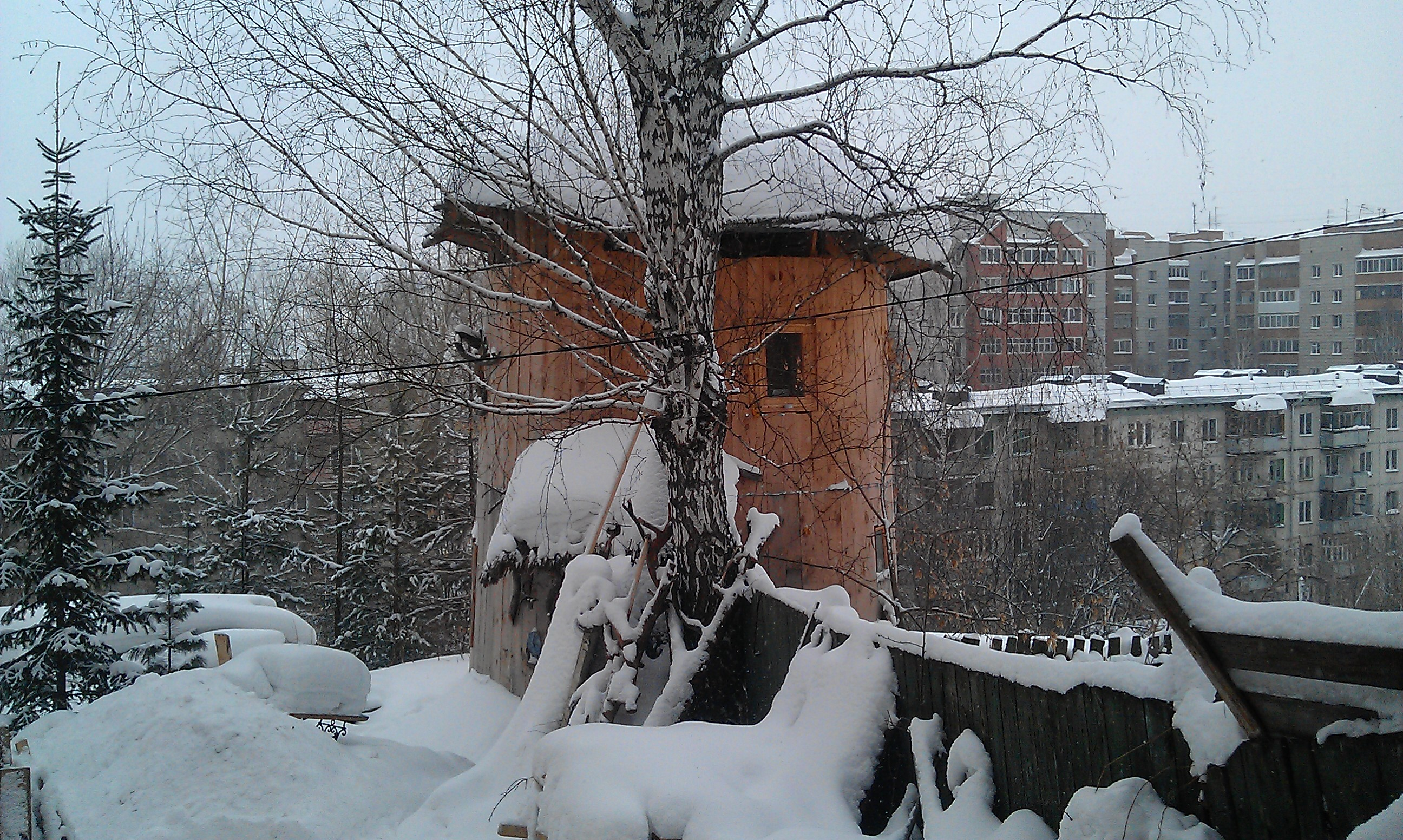
Двор театра «Два плюс Ку».